# اوبر اودورف
اوبر اودورف (به آلمانی: Oberaudorf) یک شهر در آلمان است که در بایرن واقع شده‌است.

## خصوصیات
اوبر اودورف ۵۹٫۲۹ کیلومترمربع مساحت دارد ۴۸۰ متر بالاتر از سطح دریا واقع شده‌است.